# Climat de l'Afrique

Zones climatiques d'Afrique. La rupture écologique entre le désert du Sahara (rouge), le climat semi-aride chaud du Sahel (orange) et le climat tropical d'Afrique centrale et occidentale (bleu) est bien visible. L'Afrique australe est caractérisée par une transition vers des climats subtropicaux et tempérés (vert et jaune), et des régions plus désertiques ou semi-arides (centrées sur la Namibie, le Botswana et l'Afrique du Sud).

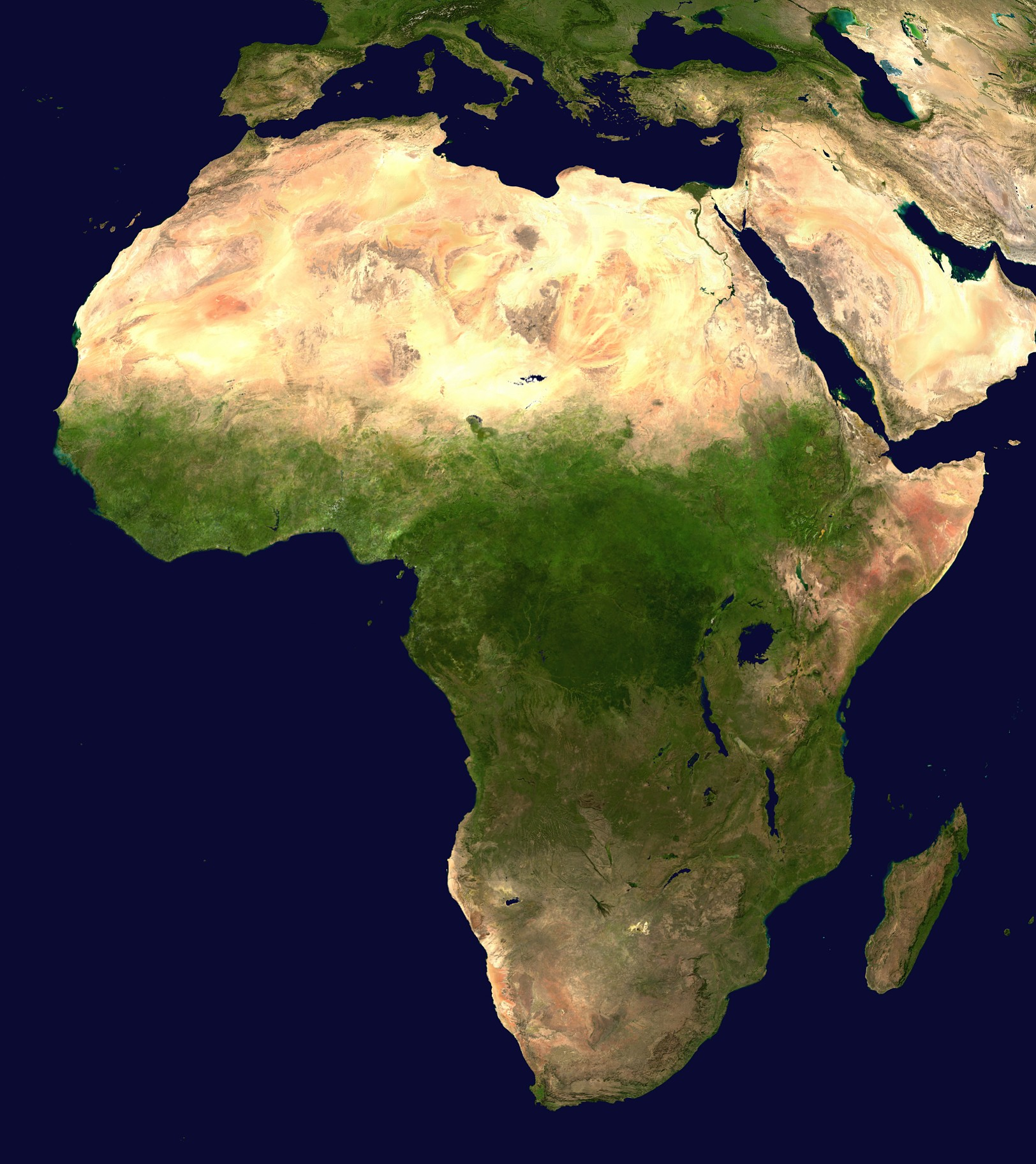
Carte de l'Afrique montrant la forte rupture écologique autour du désert du Sahara.

Le climat de l'Afrique se décline localement en une large gamme de climats que l'on regroupe en : climat équatorial, climat tropical de savane (sec à humide selon les cas), climat de mousson tropicale, climat semi-aride (semi-désertique à steppique), climat désertique (hyper-aride et aride), climat subtropical humide et climat subtropical des hautes terres. Les climats tempérés sont rares sur tout le continent sauf à très haute altitude et le long des franges et dans une partie du sud du continent.
Le climat de l'Afrique, souvent plus variable par la quantité de précipitations que par les températures, presque partout constamment élevées. Les parties les plus ensoleillées et sèches de l'Afrique sont les déserts, liés à la présence dominante des masses d'air chaud et sec de la crête subtropicale aux latitudes des chevaux. L'Afrique est le continent globalement le plus chaud toute l'année, et où les étés sont les plus chauds, à la durée moyenne d'ensoleillement la plus élevée, et qui détient le plus de records de chaleur. Après l'Arctique, c'est aussi l'une des zones du monde qui se réchauffent le plus rapidement.
La position et taille de l'Afrique sur la planète (latitudes équatoriales et subtropicales dans l'hémisphère nord et sud) lui confère une grande variété de climats et microclimats. Sa position surtout intertropicale (entre le tropique du Cancer et le tropique du Capricorne) confère une aridité à sa partie nord, et une intéressante densité d'humidité à la zone située au sud du Sahel, notamment dans le bassin du Congo,. Les précipitations y sont la plupart du temps fortes, mais moins intenses qu'en Amazonie (« De grandes zones de l'Amazonie reçoivent 2,500 mm à plus de 3,000 mm par an en moyenne, alors que peu de zones du bassin du Congo reçoivent plus de 1,750 mm par an en moyenne. Les pics de précipitations ont tendance à se produire l'après-midi en Amazonie, mais la nuit ou tôt le matin dans le bassin du Congo. Cela suggère que les systèmes convectifs de méso-échelle jouent un rôle plus important dans le bassin du Congo »). Les climats chauds dominent le continent, mais sa partie nord est marquée par l'aridité et les températures élevées alors que les franges les plus septentrionales et les plus méridionales du continent ont un climat méditerranéen. Les mécanismes climatique du continent ne sont pas encore complètement compris, pour l'Afrique centrale notamment.
L'équateur traverse le milieu de l'Afrique, ainsi que le tropique du Cancer et le tropique du Capricorne. Ceci fait de l'Afrique le continent le plus « tropical ».

## Températures

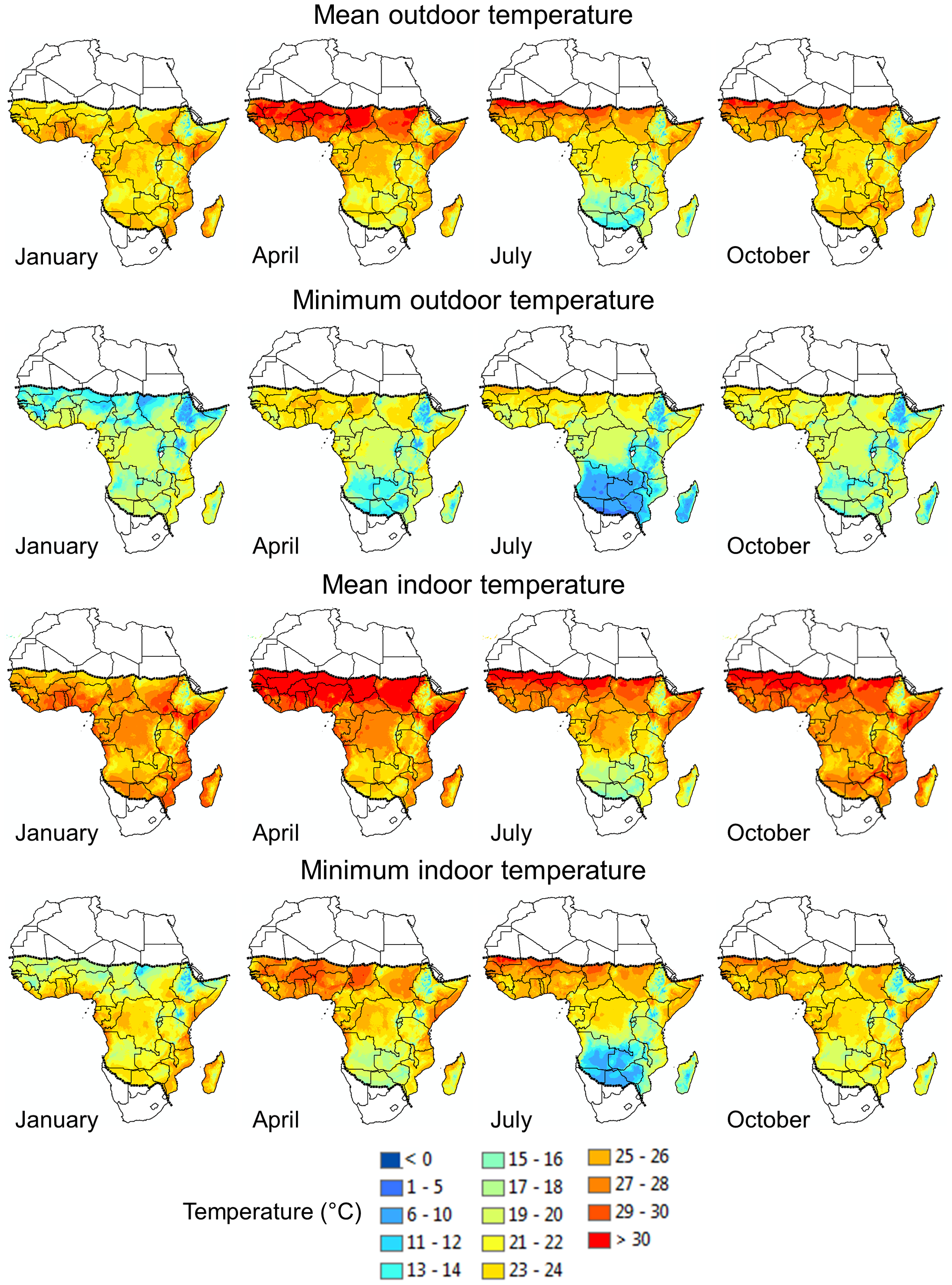
Températures extérieures et intérieures moyennes et minimales mensuelles dans toute l'Afrique.

Le réchauffement par le soleil des mers, des sols et de l'air près de l'équateur entraîne d'importants mouvements ascendants et de convection le long du creux de la mousson ou de la zone de convergence intertropicale. Puis en se déplaçant vers les latitudes moyennes, l'air se refroidit et descend. Ce mouvement (dite cellule de Hadley) cause une zone de dépression près du 30e parallèle des deux hémisphères, et de  zones climatologiques à haute pression. Cette circulation de masses d'air transporte puis relâche dans l'atmosphère une grande quantité de chaleur latente. Elle est source d'orages tropicaux, et de zones subtropicales très arides, sahariennes notamment.
Les températures les plus chaudes d'Afrique sont enregistrées dans les zones sahariennes de l'Algérie et du Mali et les plus fraîches dans le sud ou en altitude.
La zone la plus chaude de la planète est située à Dallol, en Éthiopie, avec une température atmosphérique annuelle moyenne sous abri de 33,9 °C (33,9 °C). On a longtemps dit que le record de température de l'air enregistrée en station météorologique dans le monde et en Afrique, était de 57,9 °C (57,8 °C), à Aziziya, Libye, le 13 septembre 1922. Ceci s'est avéré plus tard faux (lecture inexacte d'un thermomètre) ; le lieu le plus chaud du monde serait Death Valley (Californie),,, et le record officiel pour l'Afrique est 55 °C mesuré le 7 juillet 1931 à Kébili, Tunisie.
Les températures ressenties, combinant l'effet de la température et de l'humidité, le long de la côte de la mer Rouge de l'Érythrée et de la côte du golfe d'Aden de la Somalie varient entre 57 °C et 63 °C durant l'après-midi.
Pour la température au sol, les deux derniers records mondiaux (dans la série de températures de surface, mesurée par le satellite MODIS du 4 juillet 2002 au 31 décembre 2019) ne sont pas africains ; ils proviennent du désert de Lout en Iran (80,8 °C) et du désert de Sonora au Mexique. Concernant le nombre de jours par an où le sol est brûlant, dans le biome des arbustes xériques de Djibouti, la température au sol (mesurée par satellite) dépasse dans la journée les 70 °C 4,4 % des jours de l'année, et ce taux atteint 5,2 % dans le désert de Gariep Karoo en Afrique du Sud. Ce sont ne sont pas des records mondiaux (le sol dépasse en effet 70 °C 25 % des jours de l'année dans le désert de Lut), mais ce sont des records pour l'Afrique publiés en 2021, pour les 18 ans de mesure satellitale. L'Afrique détient par contre le record d'étendue désertique en surfaces absolues.
La température la plus basse mesurée en Afrique était −24 °C à Ifrane, au Maroc, le 11 février 1935, mais la majeure partie de l'Afrique subit des chaleurs extrêmes une grande partie de l'année, surtout dans les déserts, les semi-déserts, les steppes et les savanes. Les déserts africains comptent parmi les plus chauds de la planète (Sahara, et désert de Danakil dans la Corne de l'Afrique notamment).

## Vent
Il existe un courant-jet africain de basse altitude. On estime qu'il a un rôle essentiel pour la mousson du sud-ouest de l'Afrique, et qu'il contribue à former les vagues tropicales qui traversent l'Atlantique tropical et la partie orientale du Pacifique en saison chaude. Ce jet a une instabilité  à la fois  barotrope et barocline, source de perturbations à échelle synoptique se propageant vers l'ouest dans le jet (on parle d'ondes d'est africaines ou ondes tropicales).
Quelques systèmes de tempêtes à moyenne échelle intégrés dans ces vagues formeront des cyclones tropicaux après s'être déplacés de l'Afrique de l'Ouest vers l'Atlantique tropical (en août-septembre surtout). Quand le jet se trouve au sud de la normale pendant les mois de pointe de la saison des ouragans dans l'Atlantique, il n'y a pas de formation de cyclones tropicaux.

## Précipitation

Carte des précipitations moyennes.

De vastes parties de l'Afrique du Nord et du sud, et toute la Corne de l'Afrique, sont dominées par un climat désertique chaud, ou semi-aride chaud pour les endroits les plus humides.
Le désert du Sahara est le plus grand désert chaud au monde et l'un des plus chauds, secs et ensoleillés de la planète. Juste au sud du Sahara se trouve une étroite steppe semi-désertique (une région semi-aride) : le Sahel. Encore plus au sud, des plaines de savane et essentiellement en Afrique centrale s'étendent des jungles souvent très dense (forêt tropicale).
La zone équatoriale ou proche de la zone de convergence intertropicale est la partie la plus humide d'Afrique. Chaque année, une « ceinture de pluie » s'y déplace vers le nord dans l'Afrique subsaharienne en août, puis repasse vers le sud dans le centre-sud de l'Afrique en mars. Les régions au climat de savane sont situées en Afrique sub-saharienne, avec le Ghana, le Burkina Faso,, le Darfour, l'Érythrée, l'Éthiopie, et le Botswana ; la saison des pluies y est plus distincte. Par rapport au climat moyen, El Nino cause un assèchement de l'Afrique australe de décembre à février, et dans le même temps, des conditions plus humides en Afrique de l'Est équatoriale.
À Madagascar, les alizés humidifient les pentes orientales de l'île, en y déposant des pluies, et apportent des vents descendants plus secs dans les zones sud et ouest, laissant les sections occidentales de l'île « à l'ombre de la pluie ». Le nord nord-est de Madagascar est très pluvieux et le sud-ouest relativement aride.
L'Afrique australe reçoit la plupart de ses précipitations d'orages convectifs d'été et des cyclones extratropicaux qui se déplacent au gré des vents d'ouest. Une fois par décennie, les cyclones tropicaux entraînent des précipitations excessives dans la région.

## Neige et glaciers

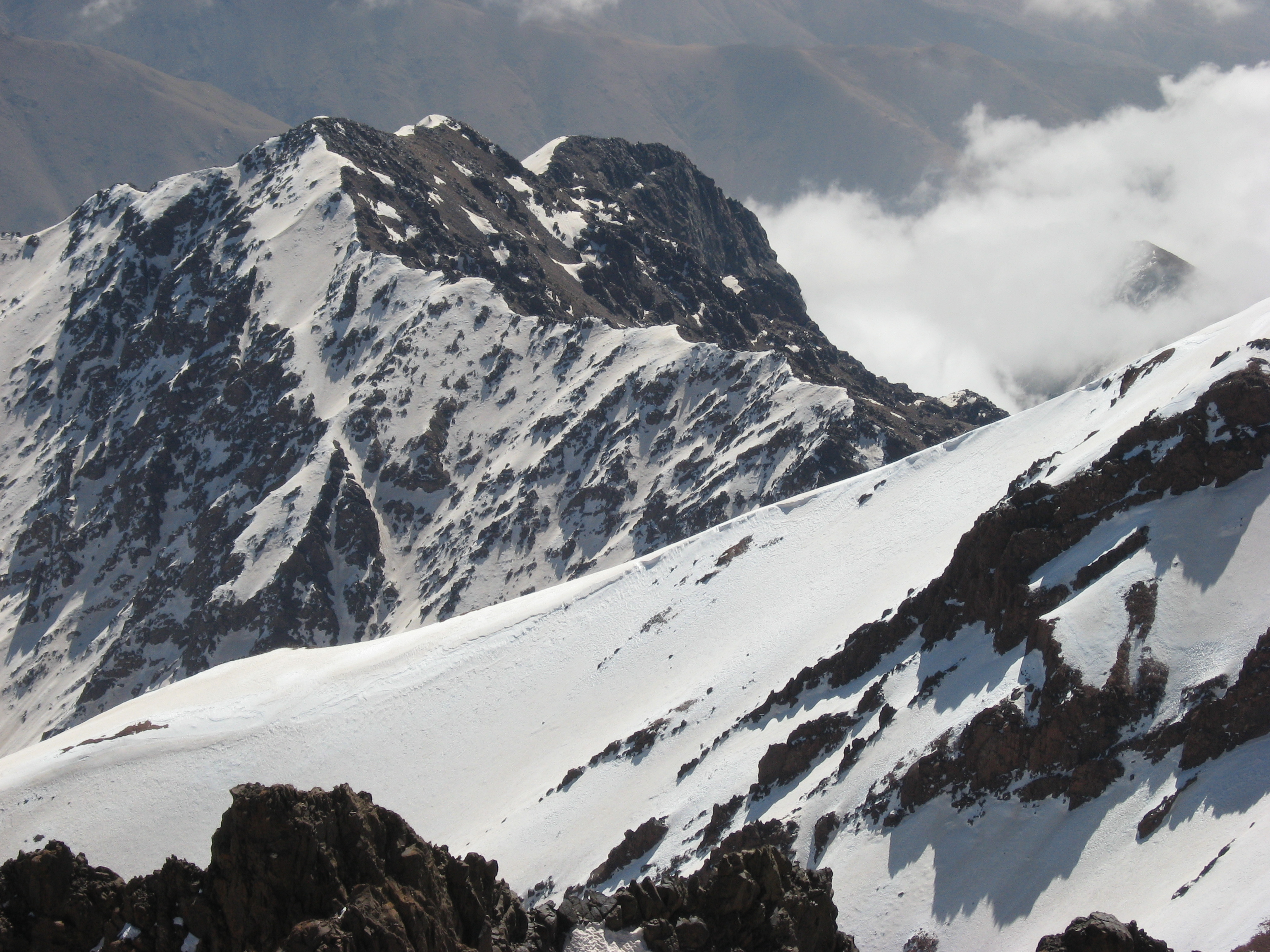
Neige dans les montagnes de l'Atlas au Maroc.

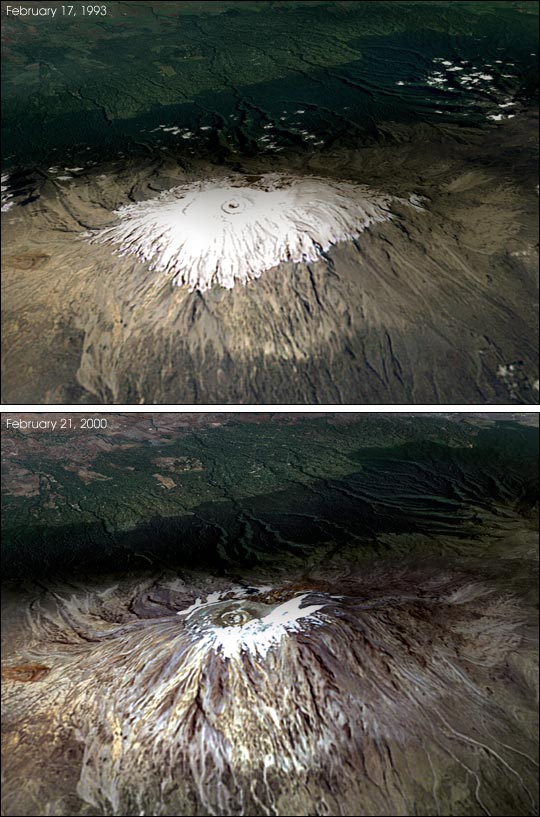
Kilimanjaro : régression des neiges et glaciers entre le 17 février 1993 et le 21 février 2000 sur le plus haut sommet d'Afrique. Les glaciers tropicaux fondent encore plus vite que ceux des latitudes plus élevées. En climat tropical, les amplitudes annuelles de température sont faibles, et ici toujours sous, la fonte du glacier est essentiellement due à la sublimation.

Il neige presque tous les ans sur certaines montagnes d'Afrique du Sud, y dont celles du Cedarberg et autour de Cérès dans le sud-ouest du Cap, et sur le Drakensberg au Natal et au Lesotho. Tiffendell Resort dans le Drakensberg est le seul domaine skiable commercial d'Afrique du Sud, où grâce à de la neige artificielle, on peut skier trois mois par an. Le Mountain Club of South Africa (MCSA) et le Mountain and Ski Club (MSC) de l'université du Cap ont tous deux équipé des cabanes de ski dans les montagnes de la rivière Hex. La pratique du ski et du snowboard au Cap restent aléatoires.
La montagne de la Table reçoit parfois un peu de neige (ex. : le 20 septembre 2013 30 août 2013 5 août 2011 et le 15 juin 2010) de même que Devil's Peak (toutes les quelques années).
et à Johannesbourg ; il a neigé en mai 1956, août 1962, juin 1964, septembre 1981, août 2006 et le 27 juin 2007 avec jusqu'à 10 cm d'épaisseur de neige dans la banlieue sud.
L'enneigement et plus consistant et régulier dans les montagnes de l'Atlas au Maghreb, et assez fréquent sur le mont Kenya et sur le Kilimandjaro en Tanzanie dont la calotte glaciaire est en rapide régression (passée de 12,06 km2 en 1912, à 2,36 km2 en 2011), à cause du réchauffement global, et à cause de la déforestation périphérique (moins d'évapotranspiration et donc moins de neige) (illustration ci-contre).
Il y a eu des glaciers permanents sur les monts Rwenzori, à la frontière de l'Ouganda et de la république démocratique du Congo, mais dans les années 2010, ces glaciers étaient en recul et ils sont menacés de disparaître à cause du réchauffement climatique.

## Changement climatique

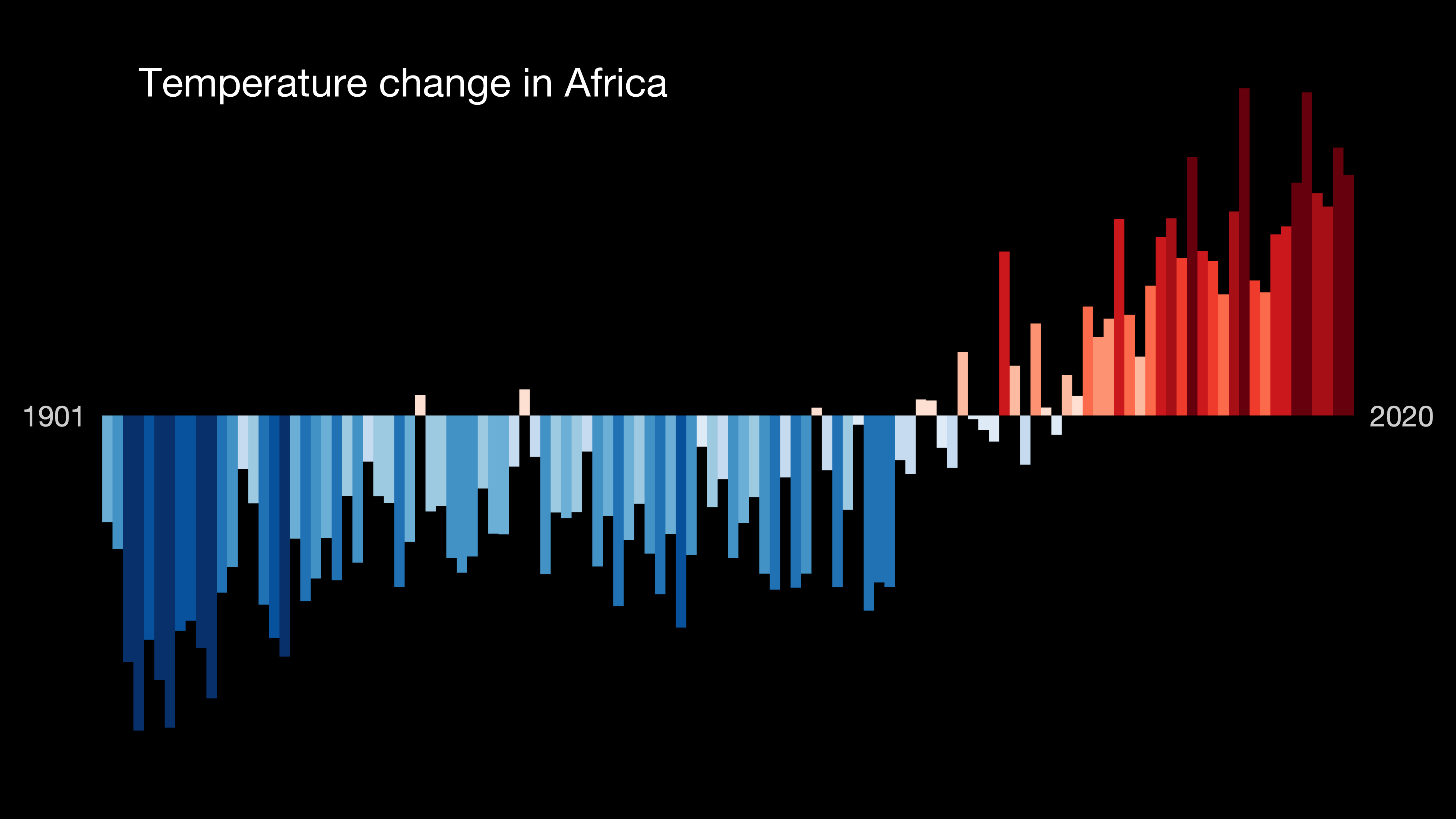
Graphique à barre montrant le changement de température en Afrique entre 1901 et 2021. Chaque barre représente la température moyenne sur une année, en rouge quand l'année était plus chaude que la moyenne et en bleu si elle était plus froide que la moyenne (la température moyenne en 1971-2000 est ici définie comme la limite entre les couleurs bleue et rouge).

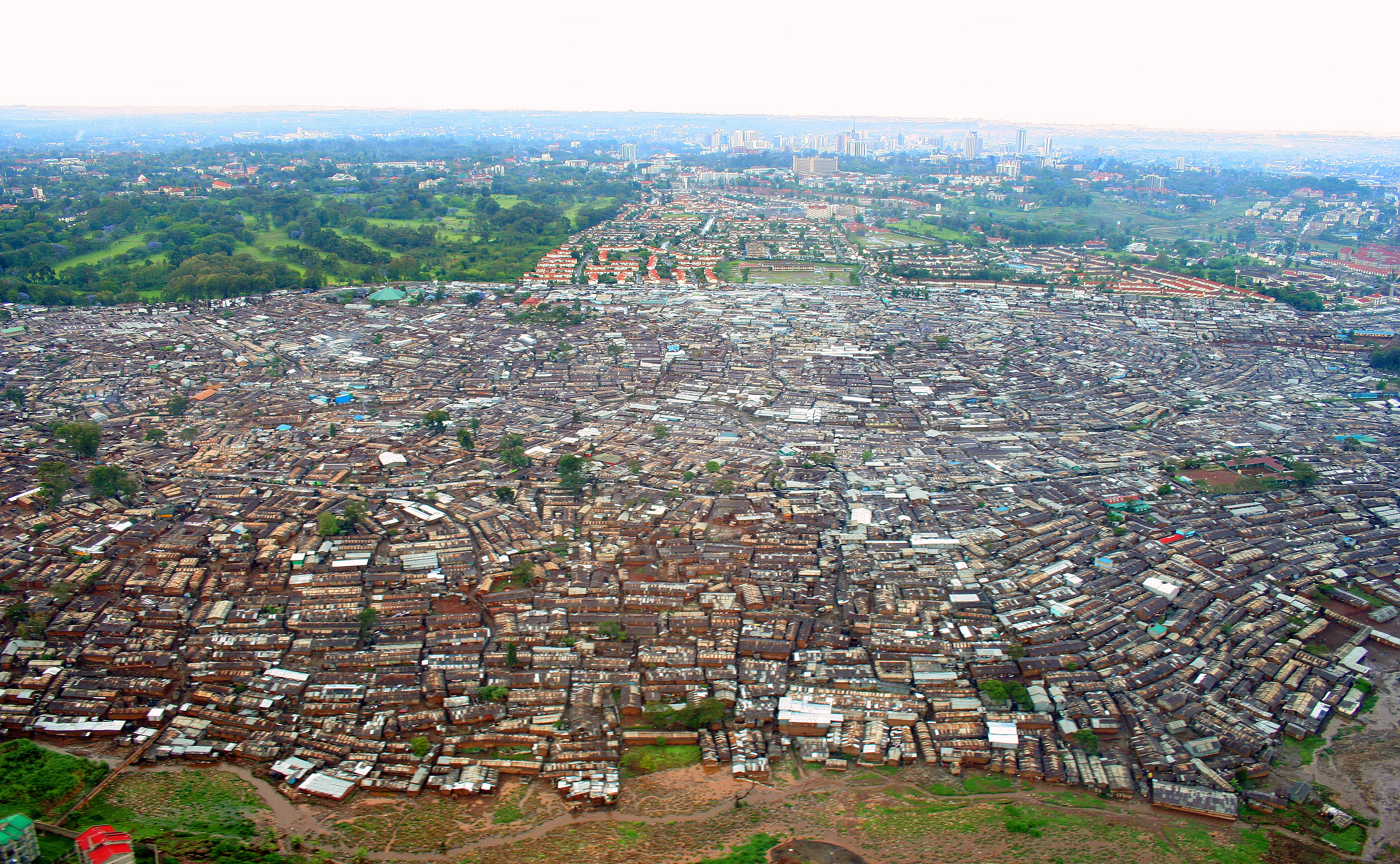
Le bidonville géant de Kibera, près de Nairobi (ici en 2000), génère son propre microclimat (bulle de chaleur urbaine), déjà critique pour les enfants et personnes âgées. Vers 2015, le jour, la température moyenne était de 25 degrés Celsius (78 degrés Fahrenheit) à Nairobi, mais grimpait à à Kibera, à Mathare et à Mukuru. Dans ces 3 bidonvilles, au moment des pics de chaleur, la température est de 5 à près de 10 degrés Fahrenheit supérieure à celle relevée à Nairobi,.

Le changement climatique est une menace croissante pour l'Afrique, considéré comme l'un des continents les plus vulnérables aux effets du changement climatique,,, voire le plus « le plus vulnérable sur Terre »,.
Cette vulnérabilité est due à des facteurs variés, notamment dans les populations rurales, à une faible capacité d'adaptation, même si elles ont généralement des attitudes positives envers la gestion des forêts tribales soumises à des pressions croissantes quand elles n'ont pas disparues. Les risques du changement climatique sur la production agricole, la sécurité alimentaire, les ressources en eau et les services écosystémiques auront probablement des conséquences de plus en plus graves sur la vie et les perspectives de développement durable en Afrique. Avec un niveau de confiance élevé, le GIEC a projeté en 2007 que dans de nombreux pays et régions d'Afrique, la production agricole et la sécurité alimentaire seraient probablement gravement compromises par le changement et la variabilité climatiques.
La gestion de ce risque nécessite une intégration des stratégies d'atténuation et d'adaptation dans la gestion des biens et services écosystémiques et des systèmes de production agricole en Afrique.
Actuellement, l'Afrique se réchauffe plus vite que le reste du monde (en moyenne).
Lors des prochaines décennies, les précipitations moyennes mondiales augmenteront mais inégalement réparties.
De vastes parties de l'Afrique pourraient devenir inhabitables en raison du réchauffement qui aura des effets désastreux sur la santé humaine, la sécurité alimentaire et la pauvreté,,.
On s'attend à ce que les effets régionaux sur les précipitations dans les tropiques soient beaucoup plus variables dans l'espace et le signe de changement à un endroit donné est souvent moins certain, bien que des changements soient attendus. Conformément à cela, les températures de surface observées ont généralement augmenté en Afrique depuis la fin du 19e siècle jusqu'au début du 21e siècle d'environ 1 °C, mais localement jusqu'à 3 °C pour la température minimale au Sahel à la fin de la saison sèche. Les tendances des précipitations observées indiquent des écarts spatiaux et temporels comme prévu,. Les changements observés dans la température et les précipitations varient d'une région à l'autre.
Par exemple, selon la banque mondiale, le Kenya présente une grande vulnérabilité aux impacts du changement climatique, avec des risques de sécheresses et d'inondations accrus liées à des précipitations plus intenses et moins prévisibles. D'autres projections prévoient une hausse des températures de 0,5 à 1 °C, avec donc des bulles de chaleur urbaines qui seront difficiles à supporter dans le bidonville surpeuplés de Nairobi (le plus grand du monde, où vit environ 1 million de personnes). Le contexte des « taudis » et/ou des bidonvilles peut encore exacerber du réchauffement et les risques liés aux catastrophes. Ces zones génèrent leur propre « microclimat », plus chaud en raison d'une végétalisation extérieure pauvre ou absente, des matériaux de construction des maisons (toiture de tôle métallique presque toujours), du manque de ventilation, du manque d'accès à l'électricité et à d'autres services. Pour atténuer les risques liés au changement climatique dans ces établissements de quartier informels, il sera important de moderniser ces établissements grâce à des interventions de développement urbain conçues pour la résilience climatique.

### Lutte contre le réchauffement, et adaptations
Les cultures sur brûlis sont sources d'émissions importantes de CO2, mais l'Afrique abrite encore de vastes forêts qui jouent un rôle important de stock et puits de carbone. De nombreux projets de plantation d'une ceinture verte ont échoué.
Des défis, des efforts de sensibilisation et  d'adaptation au changement climatique existent, avec notamment des défis à relever pour l'agriculture, l'élevage et l'agroforesterie et en particulier pour les millions de petits agriculteurs/éleveurs ; et l'élaboration et l'adoption de plans ou stratégies régionales d'adaptation au changement climatique, par exemple ;
- Document d'orientation de la SADC sur le changement climatique[60]
- stratégie d'adaptation pour le secteur de l'eau[61] ;
- programme d'adaptation au changement climatique et d'atténuation en Afrique orientale et australe (COMESA-EAC-SADC)[62] ;
- des restaurations de mangroves ;
- avec 47 objectifs et actions correspondantes proposés dans un projet de rapport de 2014 par l'Union africaine (en tant qu'organisation supranationale de 55 États membres)[63].

Le Secrétaire général des Nations-Unies a déclaré la nécessité d'une coopération étroite avec l'Union africaine pour lutter contre le changement climatique, conformément aux objectifs de développement durable de l'ONU. Les Nations unies estiment que, compte tenu de la croissance démographique du continent, un financement annuel de 1,3 billion de dollars serait nécessaire pour atteindre les objectifs de développement durable en Afrique. Le Fonds monétaire international estime également que 50 milliards de dollars pourraient être nécessaires rien que pour l'adaptation au dérèglement climatique,,.
Le chapitre 9 du sixième rapport d'évaluation du GIEC, rapporte que bien que les émissions de gaz à effet de serre de l'Afrique soient parmi les plus faibles, le changement climatique anthropique va gravement y accroître les menaces sur la vie quotidienne (insécurité alimentaire extrême, taux de mortalité élevés, effondrement de la biodiversité, et plus encore). Une réduction de l'activité économique et de la croissance, ainsi que des inégalités de financement, une moindre capacité d'adaptation à ces conditions y sont attendues.